# Volchov (flod)
Volchov (ryska: Волхов) är en 224 kilometer lång flod i Novgorod oblast och Leningrad oblast i Ryssland.
Floden rinner från sjön Ilmen norrut till Europas största insjö Ladoga. Floden är farbar för båtar längs hela sin längd. Volchov fryser i november och förblir istäckt till april. Sieverskanalen förbinder Volchov med floden Msta, och medför att sjöfarten slipper passera Ilmen och sandbankarna i Mstas nedre flöde.

## Historia
Trots sin relativt blygsamma storlek, så har Volchov spelat en stor roll i Rysslands historia och ekonomi. I mitten av 800-talet var floden en mycket trafikerad handelsväg i det varjag-dominerade Ruskhaganatet. Volchov var en vital del i den viktigaste handelsrutten som band samman Nordeuropa med Orienten, via Volga och Dnepr. Den gamla ryska huvudstaden Staraja Ladoga och en av de främsta ryska medeltida städerna Novgorod ligger vid floden.
Efter att ha seglat in i Volchov vid Gortjakovsjtjina och Ljubsja, lade vikingarnas handelsskepp till vid den stora marknaden i Aldeigja. Därefter rodde de uppför floden och passerade en serie forsar, vilka bevakades av de befästa byarna Novyje Duboviki och Gorodisjtje. Ytterligare en utpost fanns vid Cholopy gorodok, 13 km norr om dagens Novgorod, eller snarare Holmgård, som grundlades nära stället där Volchov löper ut ur Ilmen.
"De flesta av dessa var ursprungligen små hussamlingar, troligen inte mer än stationer där man kunde proviantera, och där det gick att byta varor som passerade längs floden och karavanlederna." Det är sannolikt att dessa enkla bosättningar gav landet sitt nordiska namn Gårdarike.